# 이반 마르코비치 (1991년)
이반 마르코비치(세르비아어: Иван Марковић, Ivan Marković, 1991년 4월 16일 ~ )는 세르비아의 축구 선수로, 과거 김해시청에서 이반이라는 이름으로 뛰었던 공격수이다.